# Kanał Charleroi–Bruksela
Kanał Charleroi–Bruksela – kanał wodny w Belgii, który łączy ze sobą miasta Charleroi i Brukselę. Dzisiejszy kanał ma długość 74 kilometrów.

## Historia
W 1531 król Karol V Habsburg udzielił pozwolenia  na budowę kanału Charleroi–Bruksela. Kanał miał łączyć rzekę Skaldę, znajdującą się w belgijskiej gminie Willebroek nad Brukselą, z miastem Charleroi. Dopiero w 1550, według rozkazu Marii Habsburżanki, wtedy gubernatorka Holandii rozpoczęto budowę kanału. W 1561 zatrudniono pracowników.
Dzięki rewolucji przemysłowej pojawiły się nowe możliwości i postanowiono wtedy kontynuować budowę i rozbudowę kanału Charleroi–Bruksela, ponieważ niedaleko od Charleroi występowały duże zasoby węgla kamiennego. Roboty ziemne, które były potrzebne do rozbudowy kanału, rozpoczęto 2 kwietnia 1827. 1 sierpnia położono kamień węgielny w tunelu La-Bête-Refaite, który ma długość 1267 metrów i szerokość 3 metrów. W 1830 prace nad kanałem zostały wstrzymane ze względu na rewolucję belgijską i krótko poprzez brak pieniędzy. 22 września 1832 kanał został uroczyście zainaugurowany. Miał zapewnić tańszą linię odpływową w kierunku Brukseli i portu w Antwerpii.
Kanał został na początku zbudowany ze stosunkowo małym przekrojem i był przeznaczony dla statków przewożących zawartość do 70 ton. Dlatego wkrótce rozpoczęły się prace ekspansyjne. W latach 1854–1914 rozbudowano kanał Charleroi–Bruksela do tego stopnia, że pomiędzy Charleroi i Clabecq kursowały statki o pojemności 300 ton.
Po I wojnie światowej zaczęto budować dalej. Tym razem rozszerzono odcinek Clabecq–Bruksela. Po tej trasie kursowały statki, mieszczące 1350 ton. Po II wojnie światowej przebudowano odcinek Charleroi w kierunku Antwerpii tak, aby i na tej trasie mogły płynąć statki mające 1350 ton.

## Podnośnik statkówRonquières

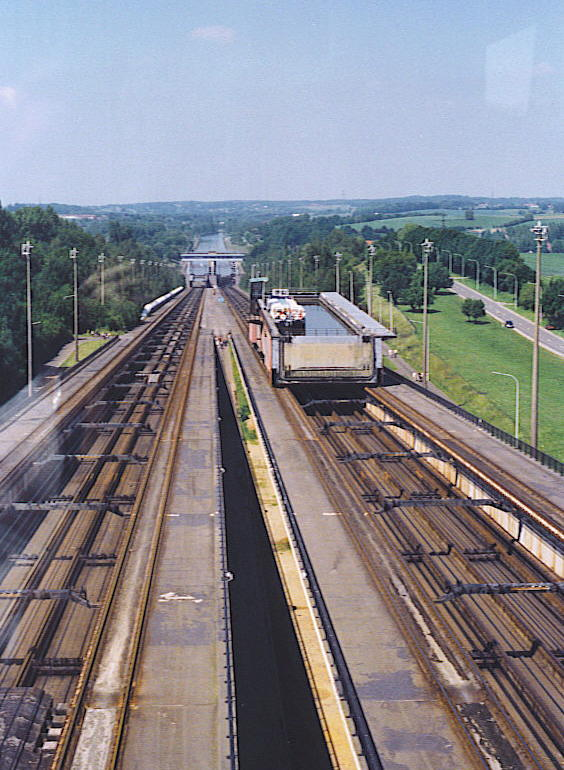
Podnośnik statków Ronquières

Najważniejszą budowlą na kanale Charleroi–Bruksela jest podnośnik statków Ronquières, który ma formę kolejki. Ma długość 1432 metrów oraz 67,73 metrów pionowego wyciągu. Składa się z dwóch dużych kasetonów, zamontowanych na szynach. Każdy kaseton ma 91 metrów długości, 12 metrów szerokości i 3,70 metrów głębokości. Jednorazowo może zabrać ze sobą łódź, ważącą 1350 ton lub kilka mniejszych, których gabaryty mieszczą się w wartościach granicznych.
Podnośnik statków Ronquières został zbudowany w latach 1962–1968 i zastępuje 14 śluz wodnych. Droga wodna Charleroi–Bruksela nadal wykorzystywana jest do przewozu ładunków (transportu).

## Galeria

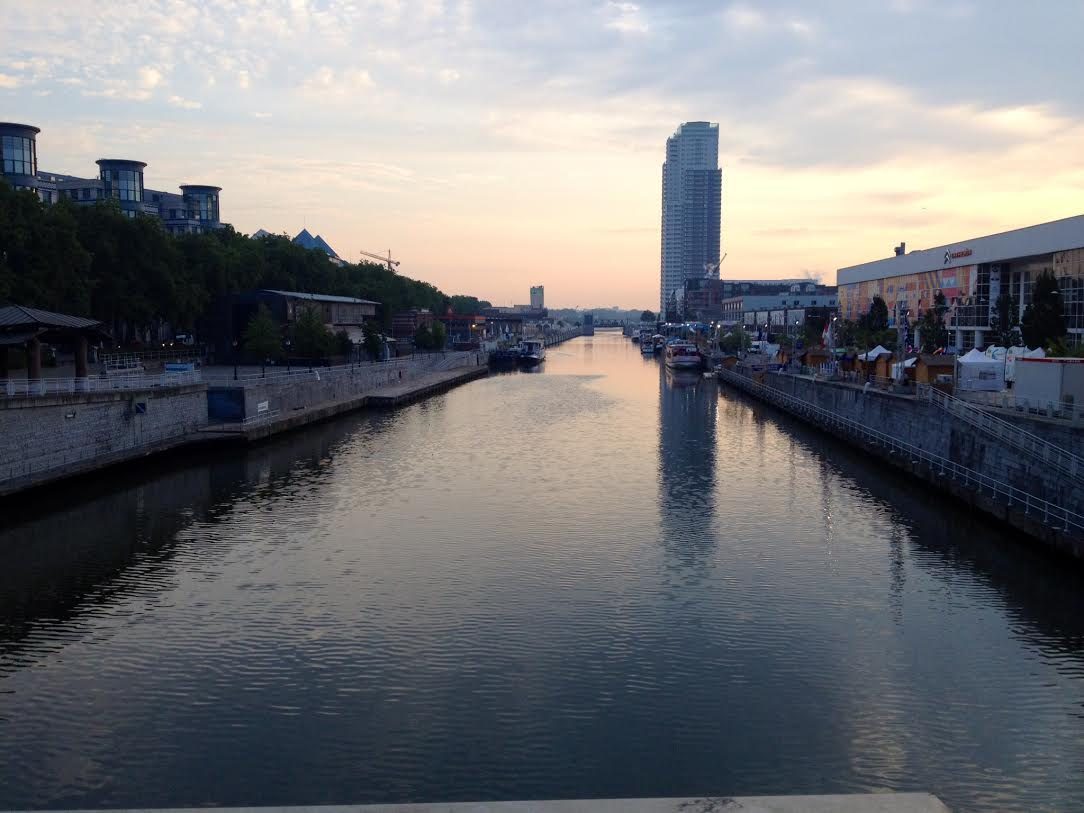
Kanał w Brukseli
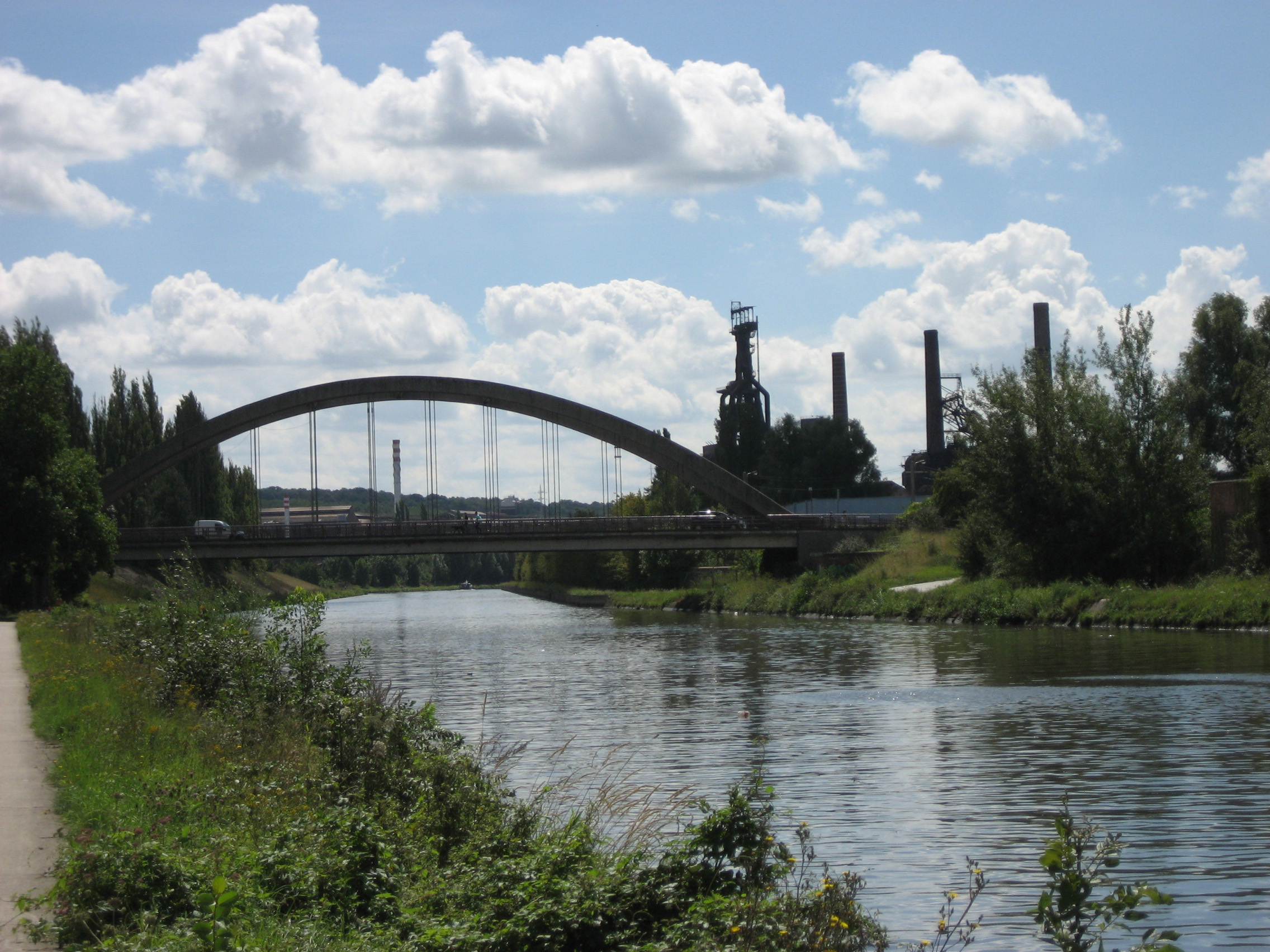
Kanał Charleroi–Bruksela. Most niedaleko Fauquez
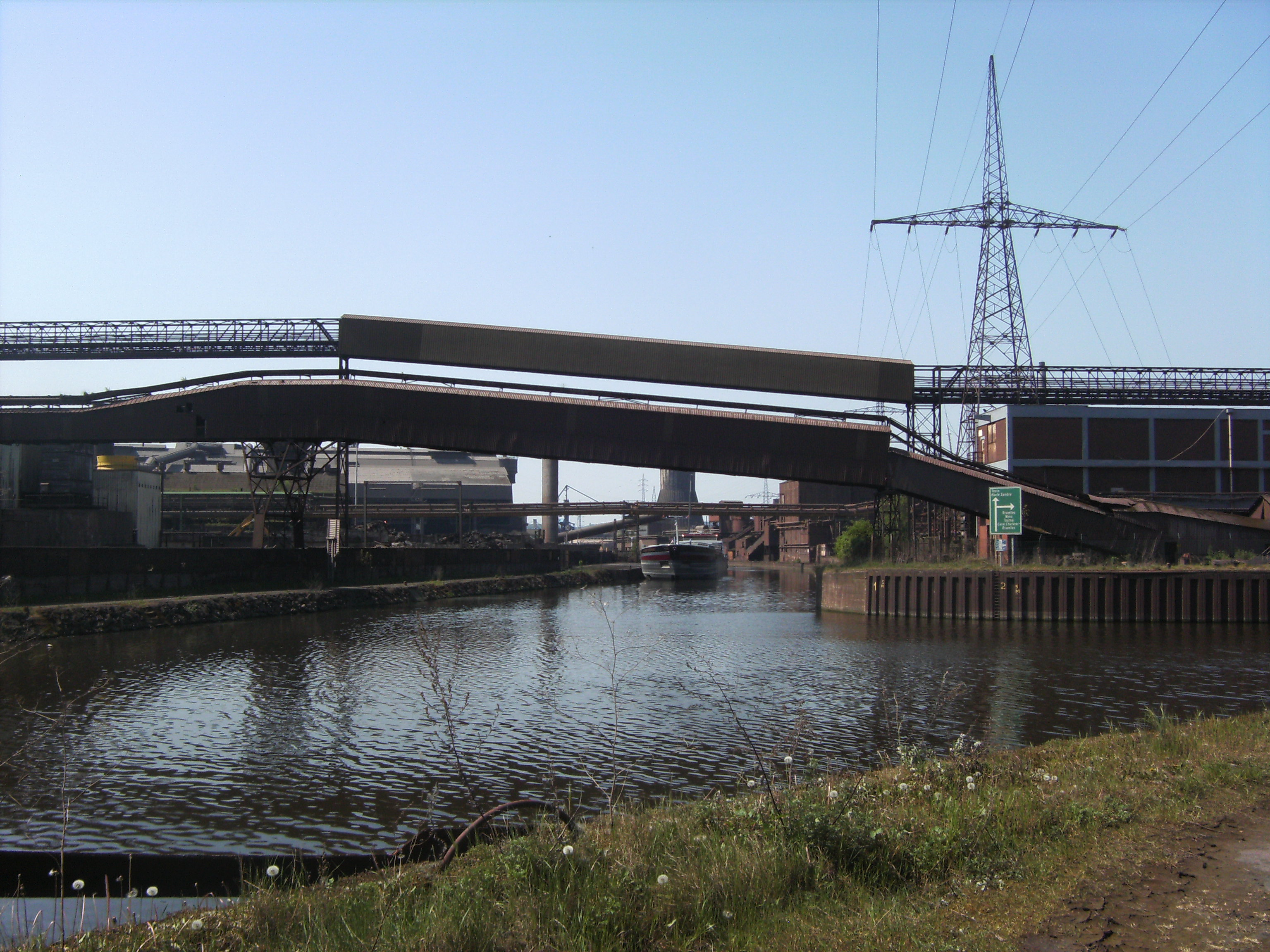
Kanał Charleroi–Bruksela. Bifurkacja rzeki Sambra w kierunku kanału Dampremy